# Arándiga
Arándiga è un comune spagnolo di 466 abitanti situato nella comunità autonoma dell'Aragona.